# Szentandrássy István Egyetemi Roma Szakkollégium
A Szentandrássy István Egyetemi Roma Szakkollégium Kaposváron működő, 2012-ben alapított szakkollégium. Fenntartója a Magyar Agrár- és Élettudományi Egyetem, melynek a Kaposvári Campusához tartozik.

## Bemutatása
A szakkollégium az alapításakor az alábbi alapvető célokat határozta meg: a cigány egyetemi hallgatók tehetségének kibontakoztatása, ennek részeként például egyéni kutatási projektek megvalósítása, kutatási eredmények bemutatása, részvétel konferenciákon, TDK és OTDK dolgozatok készítése, valamint tudományos és egyéb pályázatokon, illetve szakkollégiumi rendezvényeken való szereplés. Emellett fontos cél a cigány identitás erősítése is, amit különféle szabadidős tevékenységek, cigány kulturális események szervezése és látogatása, valamint hazai és nemzetközi szakkollégiumokkal, szakmai közösségekkel, civil szervezetekkel és az egyetemhez kapcsolódó szakmai csoportokkal való kapcsolattartás és együttműködés segít elő. Emellett a cigány témájú kurzusokon és előadásokon való részvétel is támogatott.
A Szentandrássy István Egyetemi Roma Szakkollégium működéséhez szükséges személyi, infrastrukturális és tárgyi feltételeket az egyetem, valamint különböző pályázati források biztosítják. A szakkollégium tagjainak több mint kétharmada a Kaposvári Campus Új Kollégiumában, egy elkülönített szárnyban lakik együtt. A kollégiumban több iroda és közösségi tér áll rendelkezésre, amelyek elősegítik a szakkollégisták mindennapi tevékenységeit.

## A szakkollégium mentori rendszere

### A mentori rendszer működése és célja
A Szentandrássy István Egyetemi Roma Szakkollégium mentori rendszere 2016 óta folyamatosan nélkül működik. A programba bevont diákokat olyan egyetemi oktatók segítik, akik mentorként egyéni figyelmet és személyre szabott támogatást nyújtanak számukra. A mentori feladatokat vállaló oktató személyesen és folyamatosan tudja a hallgatót támogatni, tanulmányait figyelemmel kísérni, ezzel támogatva a hallgató szakmai előrehaladásának sikerességét, a lemorzsolódásának megelőzését.
Egy mentor több hallgató támogatását is elláthatja. A mentori tevékenység megkezdése előtt az oktatóval írásos megállapodás készül, amely rögzíti az együttműködés feltételeit.

### A mentor feladatai
- a hallgató ismereteinek, kompetenciáinak feltérképezése személyes beszélgetés alapján
- a hallgató és a mentor kapcsolattartása
- a hallgató egyéni haladási tervének elkészítésében való támogatás
- a hallgató által vezetett portfólió dokumentáltságának nyomon követése
- a hallgató előmeneteléről féléves szakmai beszámoló készítése[2]

### A mentori tevékenység időtartama
A tevékenység az egyetemi tanév rendjéhez igazodik.

## Felvételi
A Szentandrássy István Egyetemi Roma Szakkollégium autonómiáját figyelembe véve, a felvételi szempontokra és a tagsági viszony létrejöttére vonatkozó döntéseket a Közgyűlés hozza meg. Ennek értelmében a tagság választja meg a Tanács tagjait, és kizárólag a tagság jogosult személyükre javaslatot tenni. A Felvételi Bizottságot a Tanács tagjai alkotják. A Szervezeti és Működési Szabályzat értelmében a szakkollégium tagja lehet a Magyar Agrár- és Élettudományi Egyetem Kaposvári Campusának bármely hallgatója, aki elfogadja a Szabályzatban foglaltakat, vállalja az abban meghatározott feladatok teljesítését, és a Felvételi Bizottság javaslata alapján a Közgyűlés döntése szerint felvételt nyer.

### A jelentkezésnek a szakkollégium Szervezeti és Működési Szabályzatában rögzített feltételei
- aktív hallgatói jogviszony
- cigány identitás és/vagy hátrányos és halmozottan hátrányos helyzet
- a cigány, valamint magyar identitásra építő tanulmányi, kulturális és közösségi programok vállalása[3]

### A szakkollégium Szervezeti és Működési Szabályzatában rögzített fő feladatok
- egyéni kutatási program végrehajtása mentori segítséggel
- egyéni kutatási eredmények bemutatása, konferenciákon való részvétel, különös tekintettel a TDK dolgozatok készítésére
- tudományos és egyéb pályázatokon való részvétel
- szakkollégiumi konferenciákon való részvétel
- szabadidős programok és cigány kulturális rendezvények szervezése és azokon való részvétel, mind belföldi, mind külföldi szakkollégiumokkal, szakmai közösségekkel, civil szervezetekkel
- egyetemhez kötődő szakmai közösségekkel való kapcsolat
- szakmai és kulturális együttműködés
- cigány témájú kurzusokon és előadásokon való részvétel

Tagfelvételre minden szemeszter elején kerülhet sor. A felvételi eljárás két részből áll. Aki az írásbeli fordulón sikeresen túljutott, annak egy szóbeli fordulón kell részt vennie.
Írásbeli: A jelentkezés online történik a honlapon megtalálható elektronikus adatlap kitöltésével, vagy a kinyomtatott és kitöltött jelentkezési lapnak a Titkárhoz történő benyújtásával (részei: jelentkezési lap kitöltése, igazolások, ajánlások, az utóbbi félév tanulmányi eredménye).
Szóbeli: A Felvételi Bizottsággal történő beszélgetés, ahol a jelentkezőnek a szakkollégium célkitűzéseivel kapcsolatos motivációról tájékozódik a bizottság, ezután alakul ki a Közgyűlés számára felvételre javasolt hallgatók listája.
A Szentandrássy István Egyetemi Roma Szakkollégium érvényben lévő szabályzata szerint a Felvételi Bizottságot a Tanács tagjai alkotják. A felvételről a tagot a Bizottság írásban is értesíti. A tagságról a Szakkollégiumi Tanács nyilvántartást vezet. A tagok jogai és kötelezettségei a szakkollégium Szervezeti és Működési Szabályzatában kerültek rögzítésre, ahogy a tagság megszűnésének esetei is.

## A szakkollégium programjai
A szakkollégium legfontosabb feladatának a hátrányos helyzetű hallgatók tehetséggondozását tekinti. Ezt az alábbi eszközökkel, tevékenységekkel igyekszik elősegíteni:
- Mentorálás: a mentorálási program keretében minden szakkollégistával külön mentor foglalkozik, személyes kapcsolat révén segítve tehetségük kibontakoztatását. A szakkollégisták minden félévben egyéni fejlesztési tervet valósítanak meg.

- Elfogadás-előítélet-pedagógia szakszeminárium: A mintatantervekben a szakkollégisták számára biztosított kurzusok mellett a befogadás kérdését körüljáró előadások és szemináriumok kerülnek kidolgozásra. A halmozottan hátrányos helyzetű gyermekek tehetséggondozásának lehetőségeit kutató és a kutatások eredményeit a gyakorlatba is átültető csoport egy kétféléves kurzus tematikáját is kidolgozta a témát kutató kolléganők vezetésével. A szakszemináriumok disszeminációja: A kurzusok anyaga prezentációk formájában kerül közzétételre.

- Önkéntes programok: A szakkollégisták szerepet vállalnak olyan önkéntes programban, ahol a továbbtanulást népszerűsíthetik a köznevelésben résztvevők számára.

- Szakkollégiumi konferencián való részvétel: a szakmai konferencián való részvétel révén a szakkollégisták megismerhetik más szakkollégiumok kutatásait és „jó gyakorlatait”, kapcsolatokat alakíthatnak ki a többi szakkollégiumi hallgatókkal.

- Közösségi rendezvény: A saját szakkollégiumi tagság közösségét erősítő rendezvény a kikapcsolódáson túl hozzájárul egymás munkájának kölcsönös megerősítéséhez.

- Vitaestek: A szakkollégisták szakmai fejlődését segítik azok a hallgatók kutatásainak, érdeklődésének megfelelő vitaestek, ahol a cigány kultúrával foglalkozó neves előadók vesznek részt.

- Tréningek: a szakkollégiumi tagság szociális helyzetéből, kisebbségi létéből adódóan olyan tréningekre tartott igényt, amelyek révén könnyebbé válhat a társadalomban a kommunikáció, a tudomány területén a karrier építése.

- Idegen nyelvi kurzusok: Az egyetemi idegen nyelvi központ kollégái angol nyelvi kurzust tartanak a szakkollégistáknak. Külön beás nyelvi oktatás áll a szakkollégisták rendelkezésére (heti rendszerességgel), mivel igényként merült fel a tagság részéről, hogy ne csak értsék, de beszéljék is anyanyelvüket.

- Belföldi és külföldi tanulmányutak: a szakkollégium fontosnak tartja olyan kirándulások szervezését, amelyek révén hallgatóink bővíteni tudják ismereteiket a magyar és az európai kultúráról, különös tekintettel a kisebbségek helyzetére

- Nyári táborok: A táborok keretében olyan különböző közösségi programok kerülnek megrendezésre, mint például kirándulás, közös főzések, vetélkedők és kulturális programok.[4]

## Együttműködések
A Szentandrássy István Egyetemi Roma Szakkollégium alapítása óta törekszik széleskörű kapcsolatrendszer kiépítésére, melyet az idők során bővítettek is. Az együttműködési megállapodásokkal megerősített kapcsolatokban részt vesznek szakmai és civil szervezetek. A szakkollégium tagja a 11 magyarországi cigány szakkollégiumot összefogó Roma Szakkollégiumok Egyesületének, és képviselteti magát a Roma Szakkollégiumi Tanácsban. További, szorosabb együttműködési megállapodások keretében dolgozik együtt kaposvári és Somogy vármegyei önkormányzatokkal, valamint civil szervezetekkel.